# بيتر لويس
بيتر لويس (بالإنجليزية: Peter Lewis)‏ هو سياسي أسترالي، ولد في 1942 في أستراليا، وتوفي في 25 سبتمبر 2017 في نفس البلد. حزبياً، نشط في حزب أستراليا الليبرالي (فرع جنوب أستراليا) ‏.

## مناصب
- في 2002 South Australian state election [الإنجليزية]‏، انتخب عضو مجلس النواب جنوب أستراليا من الجمعية عن دائرة Electoral district of Hammond [الإنجليزية]‏ وقد انضم خلال فترته النيابية ‏ (11 أكتوبر 1997 – 17 مارس 2006)  للكتلة البرلمانية حزب أستراليا الليبرالي (فرع جنوب أستراليا) [الإنجليزية]‏.
- في 1993 South Australian state election [الإنجليزية]‏، انتخب عضو مجلس النواب جنوب أستراليا من الجمعية عن دائرة Electoral district of Ridley [الإنجليزية]‏ وقد انضم خلال فترته النيابية ‏ (11 ديسمبر 1993 – 10 أكتوبر 1997)  للكتلة البرلمانية حزب أستراليا الليبرالي (فرع جنوب أستراليا) [الإنجليزية]‏.
- انتخب عضو مجلس النواب جنوب أستراليا من الجمعية عن دائرة Electoral district of Murray-Mallee [الإنجليزية]‏ وقد انضم خلال فترته النيابية (7 ديسمبر 1985 – 10 ديسمبر 1993)  للكتلة البرلمانية حزب أستراليا الليبرالي (فرع جنوب أستراليا) [الإنجليزية]‏.
- انتخب عضو مجلس النواب جنوب أستراليا من الجمعية عن دائرة Electoral district of Mallee [الإنجليزية]‏ وقد انضم خلال فترته النيابية (15 سبتمبر 1979 – 6 ديسمبر 1985)  للكتلة البرلمانية حزب أستراليا الليبرالي (فرع جنوب أستراليا) [الإنجليزية]‏.
- انتخب Speaker of the South Australian House of Assembly ‏ (5 مارس 2002 – 4 أبريل 2005).